# Diplazium travancoricum
Diplazium travancoricum är en majbräkenväxtart som beskrevs av Richard Henry Beddome.
Diplazium travancoricum ingår i släktet Diplazium och familjen Athyriaceae. Inga underarter finns listade i Catalogue of Life.